# بارتونير (مجلة جزائرية)
بارتونير (بالفرنسية: Partenaires)‏ وتعني الشركاء مجلة جزائرية تصدر باللغة الفرنسية عن غرفة التجارة والصناعة الفرنسية بالجزائر. مقرها 3 شارع الأرز -المرادية- الجزائر العاصمة.

## وصلات خارجية
- معلومات عن مجلة بارتونير من موقع بوابة الصحافة الجزائرية.
- الموقع الرسمي لبارتونير